# Orbiting Carbon Observatory

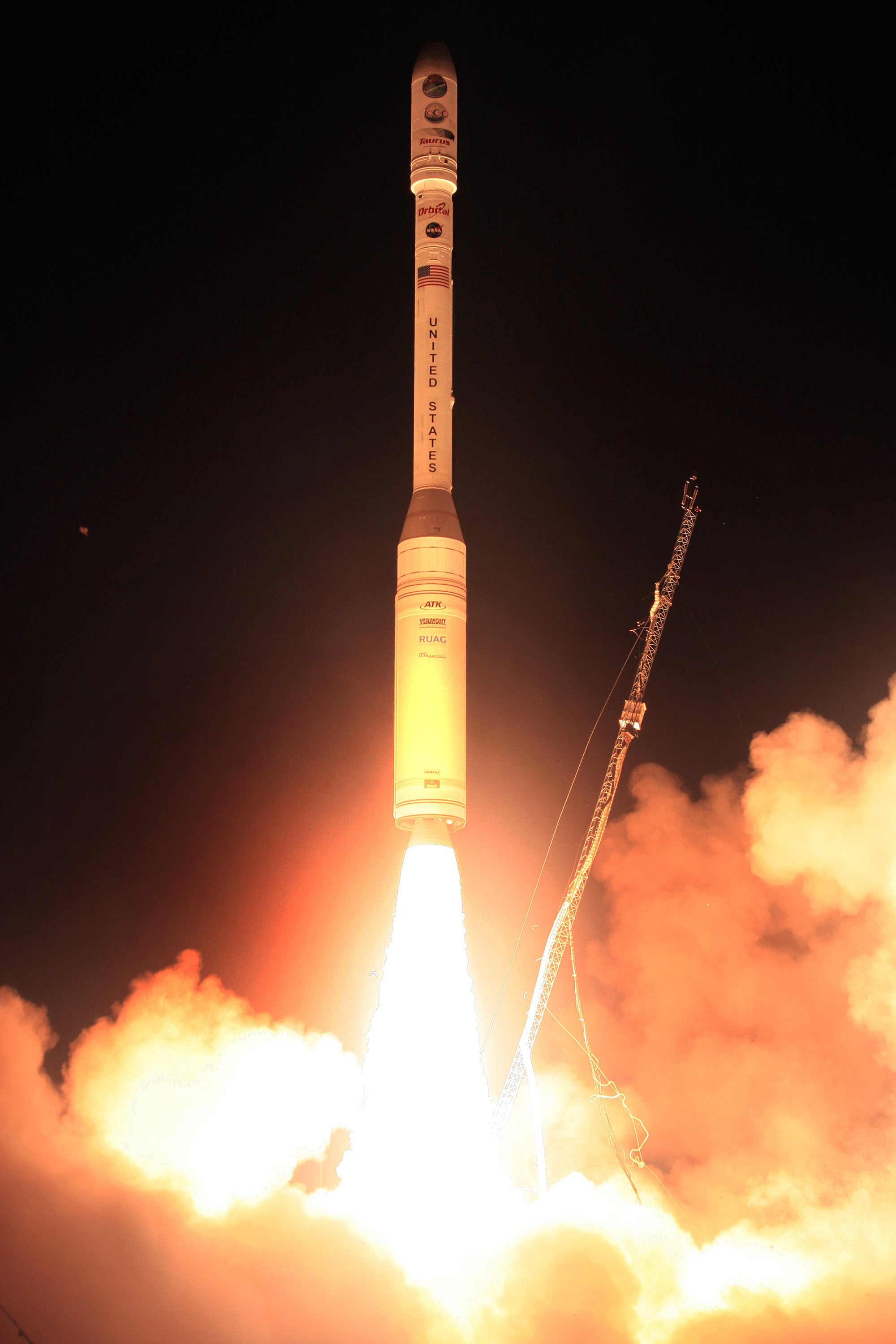
Start rakiety Taurus-XL z satelitą OCO

Orbiting Carbon Observatory (OCO) – niedoszły sztuczny satelita agencji NASA, który miał badać i mierzyć dwutlenek węgla w ziemskiej atmosferze.
Satelita został wystrzelony 24 lutego 2009 z kosmodromu Vandenberg, o godz. 09:55:30 UTC. Na skutek nieodłączenia się osłony aerodynamicznej, rakieta nośna Taurus-XL nie osiągnęła prędkości wymaganej do wejścia na orbitę. Lotem balistycznym satelita i ostatni człon rakiety nośnej spadły i rozbiły się o powierzchnię oceanu w pobliżu Antarktyki.
Następcą satelity z identyczną misją do wykonania jest OCO-2, który został wyniesiony na orbitę 2 lipca 2014.